# Francesco Balducci Pegolotti
Francesco Balducci Pegolotti (fl. 1290 – 1347), también conocido como Francesco di Balduccio, fue un comerciante y político florentino.

## Vida
Su padre, Balduccio Pegolotti, representó a Florencia en negociaciones comerciales con Siena en 1311. Su hermano, Rinieri di Balduccio, fue sospechoso de connivencia en la desaparición de un cargamento de oro en 1332.
Francesco Pegolotti fue un hombre de negocios al servicio de la Compagnia dei Bardi, y en esta capacidad estuvo en Amberes desde 1315 (o antes) hasta 1317. Fue director de la oficina de Londres desde 1317 hasta 1321, y se registra (como Balduch) que trató directamente con el rey Eduardo II.Estuvo en Chipre entre 1324 y 1327, y nuevamente en 1335. En 1324, en Famagusta, negoció una reducción de los aranceles aduaneros para la Compagnia dei Bardi y para aquellos identificados como comerciantes florentinos por el representante de los Bardi en la ciudad. En 1335, obtuvo del rey de Armenia una concesión de privilegios para el comercio florentino. En 1331 y nuevamente en 1342, participó en la política florentina como Gonfaloniere di Compagnia; en 1346 ocupó un cargo superior, Gonfaloniere di Giustizia. En 1347, cuando colapsó la Compagnia dei Bardi, Pegolotti fue uno de los encargados de gestionar las consecuencias de la quiebra.

## Obras

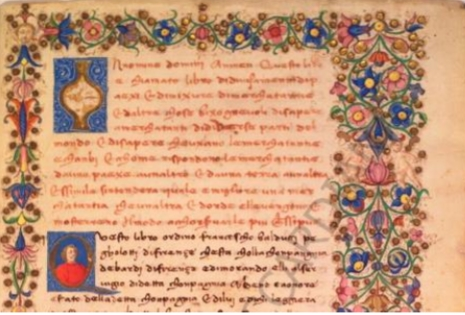
El manuscrito Pratica della Mercatura de Francesco Balducci Pegolotti, es un documento histórico significativo que ofrece una guía detallada para los comerciantes del siglo XIV.

Entre 1335 y 1343, Pegolotti compiló la obra por la que es más conocido, el Libro de Descripciones de Países y de las Medidas Empleadas en los Negocios (en italiano: Libro di divisamenti di paesi e di misuri di mercatanzie e daltre cose bisognevoli di sapere a mercatanti), comúnmente conocido como Práctica del Comercio (Pratica della mercatura). Comienza con un glosario de términos italianos y extranjeros en uso en el comercio en ese momento, y luego describe casi todas las principales ciudades comerciales conocidas por los mercaderes italianos. También detalla las importaciones y exportaciones de diversas regiones, las costumbres comerciales prevalentes en cada una de ellas y el valor comparativo de monedas, pesos y medidas. La ruta comercial más lejana descrita por Pegolotti es la que va de Azov a través de Astrakán, Jiva, Otrar y Kulja hasta Pekín. Además, describe la ruta desde Ayas, en la costa cilicia de Turquía, pasando por Sivas, Erzingan y Erzerum hasta Tabriz en Persia.